# China Aid
China Aid, también escrito como Asociación de Ayuda a China o estilizado como ChinaAid, es una Organización no gubernamental cristiana sin ánimo de lucro que se centra en la concienciación sobre los abusos de derechos humanos, la prestación de apoyo y asistencia jurídica gratuita a los presos de conciencia chinos y sus familias, y la promoción del Estado de Derecho y la libertad religiosa en toda China.

## Historia
Después de huir a Hong Kong como pastor de una iglesia clandestina y antiguo líder estudiantil en la Plaza de Tiananmen, Bob Fu escapó a Estados Unidos con su esposa, y fundó China Aid en 2002 desde su nuevo hogar en Filadelfia. La sede de la organización se trasladó a Midland (Texas), en 2004. Fu creyó que Midland sería "mucho más seguro" después de encontrar agentes chinos siguiéndolo en Filadelfia.
Desde 2002, China Aid ha participado en iniciativas y campañas en favor de los defensores de los derechos humanos y los grupos de libertad religiosa en China, a menudo liderando llamamientos o campañas para obtener apoyo internacional en favor de los ciudadanos chinos.  China Aid también mantiene la iniciativa en curso China 18 para sensibilizar a los presos de conciencia chinos. Cada año, China Aid publica un informe anual sobre la persecución, tanto en chino como en inglés.
Según Bob Fu, la Asociación de Ayuda a China pretende "equipar espiritual y legalmente" a los chinos "para que defiendan su fe y su libertad", con reformas legales que, en última instancia, "ablanden el terreno para el Evangelio" en China. El listado de impuestos de la organización en 2010 indica que su propósito es recaudar fondos para pagar los fondos legales de los cristianos acusados en China. La fundación financia Iglesias caseras es en China que disienten de las iglesias oficiales Protestante y Católica de China. Para ello, publica una revista de iglesias domésticas con una distribución de 80 000 ejemplares en China. También proporciona dinero, formación y programas de amigos por correspondencia a los líderes religiosos chinos y sus familias. Como política, se opone a los abortos forzados y a la esterilización forzosa.
En 2010, China Aid recibió 1,28 millones de dólares en contribuciones y subvenciones y 84.741 dólares en otros fondos. Su plantilla estaba formada por 15 empleados remunerados y 40 voluntarios. Dos años más tarde, en 2012, China Aid contaba con un presupuesto de 1,5 millones de dólares; oficinas en Midland, Washington D. C., y Los Ángeles; y una plantilla a tiempo completo de "docenas" en China y más de seis en América. La organización organiza una gala anual de Ayuda a China en el Midland Country Club, que recaudó 400 000 dólares en 2012. La mayor parte del dinero procede de donantes de la industria del petróleo y el gas de Midland; en términos relativos, China Aid no recibe mucho apoyo de la comunidad chino-americana. En Midland pasó su infancia George W. Bush y allí viven muchos grupos de presión evangélicos que abogan por los cristianos en países no cristianos como Corea del Norte. Muchos habitantes de Midland pertenecen a la junta directiva de China Aid.
El abogado de derechos humanos Li Baiguang murió en febrero de 2018.
En 2019, China Aid, representada por Bob Fu, recibió el Premio a la Democracia de la Fundación Nacional para la Democracia, por su papel como organización internacional de derechos humanos cristiana sin ánimo de lucro, comprometida con la promoción de la libertad religiosa y el Estado de Derecho en China.

## Organización y filosofía
China Aid cuenta con una plantilla de entre cinco y diez personas en su sede de Midland, conectada con una red de voluntarios en toda China. Según el Consejo Evangélico para la Responsabilidad Financiera, la organización declaró unos ingresos totales de 1 426 028 dólares, de los cuales 1.411.410 procedían de donaciones en 2013. Los gastos de ese año fueron de 1 493 194 dólares. China Aid ofrece apoyo financiero y legal a los pastores de las iglesias caseras, a los disidentes políticos y a los preso de conciencia. La mayoría de las donaciones de China Aid proceden de filántropos de la industria del petróleo y el gas. Otras donaciones proceden de iglesias locales u otros ministerios cristianos.
China Aid colabora actualmente con otros ministerios y grupos de derechos humanos, como Fundación Nacional para la Democracia, Freedom House, The Voice of the Martyrs (VOM), Christian Solidarity Worldwide, Release International y International Christian Concern.
Según el sitio web de la organización, la misión de China Aid es triple: "exponer, animar y equipar". La vertiente informativa y divulgativa de las operaciones de China Aid pretende "exponer los abusos" y revelar las persecuciones y violaciones de los derechos humanos para concienciar sobre las injusticias que se perpetúan en China. Las contribuciones financieras y el apoyo a personas y grupos que han sido objeto de persecución "animan a los maltratados". Por último, China Aid organiza cursos de formación en liderazgo y estado de derecho para organizaciones en China con el fin de "equipar a los líderes."